# Bruno Kramm
Bruno Gert Kramm, né le 13 octobre 1967 à Munich, est un musicien et producteur de musique allemand, également connu pour son engagement politique.

## Biographie

### Carrière musicale
Bruno Kramm est encore étudiant au Wirtschafts-und Sozialwissenschaftliche Gymnasium (WWG) de Bayreuth lors de la fondation du groupe Fahrenheit 451 (plus tard renommé Alva Novalis) en 1986. Trois ans plus tard, en 1989, il fonde, avec Stefan Ackermann, le groupe Das Ich, dont il est compositeur et producteur. Le groupe est grandement influencé par les autres formations musicales de la Schwarze Szene (littéralement : « scène noire », expression désignant la scène gothique allemande).
Ayant produit de très nombreux artistes avec son label Danse Macabre, parmi lesquels Atrocity, Illuminate, Saviour Machine, Die Schinder, Distorted Reality, Ancient Ceremonies, Sanguis et Cinis, In Strict Confidence, Placebo Effect, Relatives Menschsein, Printed at Bismarck's Death, Ghosting, Cyan Kills E.Coli, Collide, Dark Diamonds, Dorsetshire, Felsenreich ou Tilt!, il est également musicien invité et coproducteur de l'album Salvation de Rozencrantz. Il sort un album solo intitulé Cœur en 2001. Jusqu'à 2006, il était rédacteur de la rubrique Krimskram(m)s du journal Zillo (de).

### Engagement politique

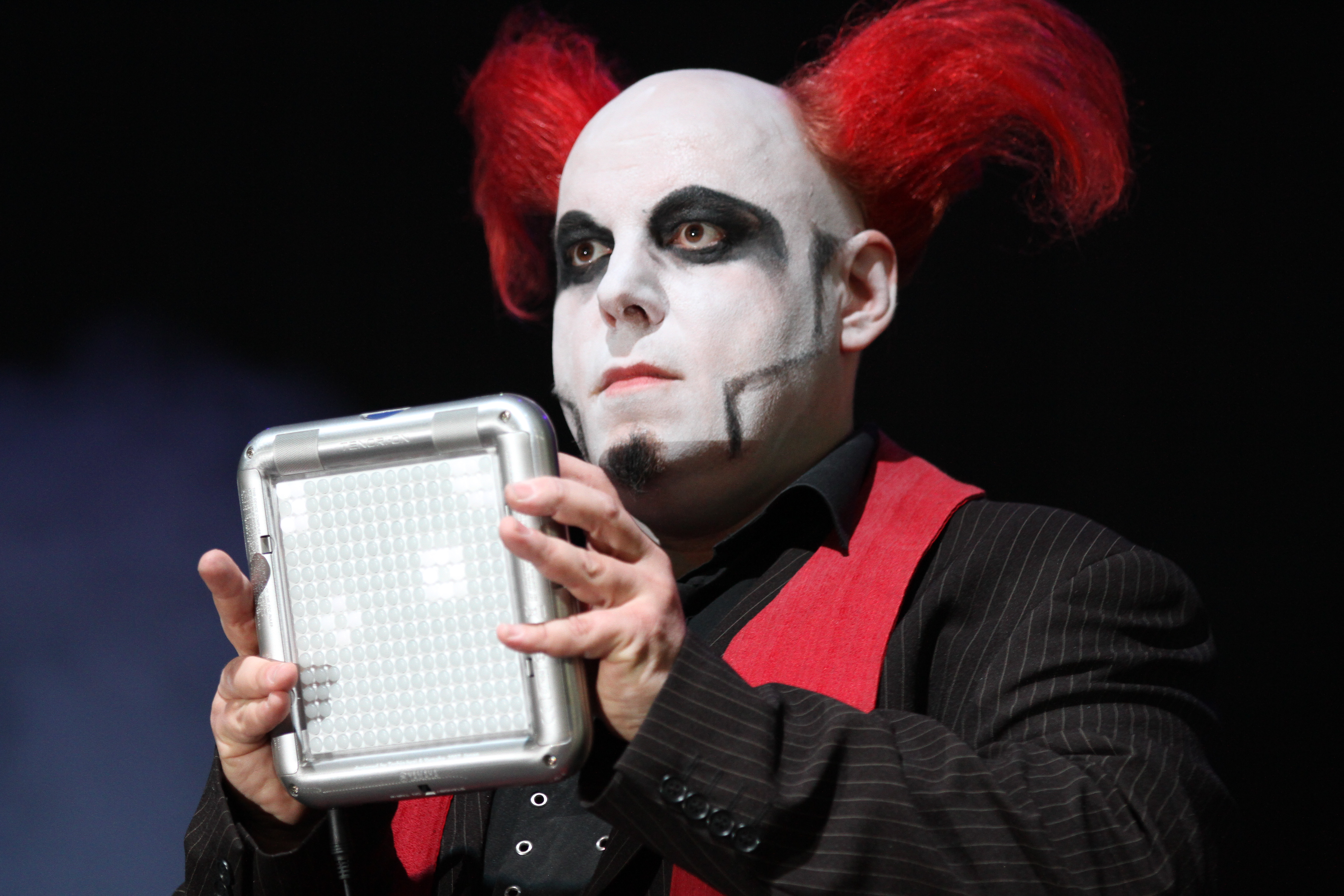
Bruno Kramm, lors du Wave-Gotik-Treffen 2013.

Jusqu'à fin février 2012, Bruno Kramm est membre de l'Alliance 90 / Les Verts, et intègre en novembre 2011 le Parti pirate allemand. Il participe aux protestations contre l'accord commercial anti-contrefaçon, notamment à travers sa traduction et synchronisation de la vidéo publiée par Anonymous intitulée Was ist ACTA ? (« Qu'est-ce que l'ACAC ? »). Il tient un blog sur lequel il rédige des articles sur des thèmes sociaux tels que la censure, la liberté d'information, la crise financière, la politique sur les drogues et la protection des animaux. Il se désigne lui-même comme un « pirate vert ». Lors du congrès annuel du réseau Recherche le 3 juin 2012, il fait l'objet d'une vive critique : il déclare en effet que la publication de films ou de séries comme Game of Thrones sont un « droit de cette industrie ». Il est désigné secrétaire général du parti pirate de Bavière le 15 septembre 2012, et est à la première place de la liste du Land pour les élections au Bundestag.
Le 4 janvier 2014, il atteint la quatrième place de la liste des pirates pour les élections européennes de 2014. Il s'engage dans les mouvements de protestations anti-partenariat transatlantique de commerce et d'investissement, utilisant parfois ses vidéos pour le faire.
En avril 2016, dans le cadre de l'affaire Böhmermann, il est arrêté par la police allemande pour avoir récité un poème satirique à l'encontre du président turc Erdoğan, en soutien à Jan Böhmermann, arrêté quelques jours plus tôt pour avoir récité ce même poème